# Вакколово
Ва́кколово (фин. Vakkala) — деревня в Гатчинском муниципальном округе Ленинградской области.

## История
На карте Санкт-Петербургской губернии Я. Ф. Шмидта 1770 года упоминается деревня Ваколово.
Деревня Вакколова из 6 дворов обозначена на «Топографической карте окрестностей Санкт-Петербурга» Ф. Ф. Шуберта 1831 года.

ВИККОЛОВО — деревня принадлежит ведомству Гатчинского городового правления, число жителей по ревизии: 20 м. п., 19 ж. п. (1838 год)

Согласно карте Ф. Ф. Шуберта в 1844 году деревня называлась Вакколова.
На этнографической карте Санкт-Петербургской губернии П. И. Кёппена 1849 года она обозначена как деревня «Wakkala», расположенная в ареале расселения савакотов. В пояснительном тексте к этнографической карте указано количество её жителей на 1848 год: савакоты — 39 м. п., 37 ж. п., всего 76 человек.

ВАККАЛОВО — деревня Гатчинского дворцового правления, по почтовому тракту, число дворов — 6, число душ — 17 м. п. (1856 год)

Согласно «Топографической карте частей Санкт-Петербургской и Выборгской губерний» в 1860 году деревня Вакколова состояла из 5 дворов.

ВАККОЛОВО — деревня удельная при колодце, число дворов — 7, число жителей: 20 м. п., 18 ж. п. (1862 год)

Согласно карте 1879 года деревня называлась Вакколово и состояла из 5 крестьянских дворов.

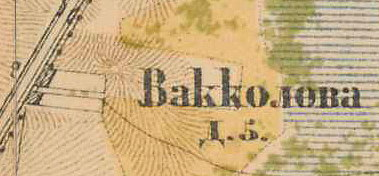
План деревни Вакколово. 1885 год

В 1885 году деревня также насчитывала 5 дворов.
В конце XIX — начале XX века деревня административно относилась к Гатчинской волости 2-го стана Царскосельского уезда Санкт-Петербургской губернии. Население деревни было однородным — финским.
К 1913 году количество дворов увеличилось до 8.
Согласно данным переписи населения СССР 1926 года в деревне Ваккалово Лядинского сельсовета Троцкой волости Троцкого уезда проживали 50 человек — финны и эстонцы.

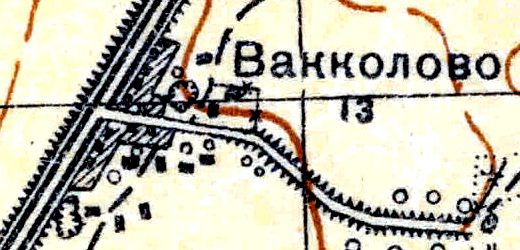
План деревни Вакколово. 1931 год

Согласно топографической карте 1931 года деревня насчитывала 13 дворов.
По данным 1933 года деревня называлась Вокколово и входила в состав Черницкого финского национального сельсовета Красногвардейского района.
По данным 1966 года деревня называлась Вакколово и входила в состав Никольского сельсовета.
По данным 1973 и 1990 годов деревня Вакколово входила в состав Большеколпанского сельсовета.
В 1997 году в деревне проживали 20 человек, в 2002 году — 33 человека (русские — 73%), в 2007 году — 24.

## География
Деревня расположена в северо-западной части района на автодороге Р23 «Псков» (E 95, Санкт-Петербург — граница с Беларусью), близ развязки с автодорогой А120 (Санкт-Петербургское южное полукольцо).
Расстояние до административного центра поселения, деревни Большие Колпаны — 2 км.
Расстояние до ближайшей железнодорожной станции Гатчина-Балтийская — 4 км.
Смежна с деревней Лядино.

## Демография
| 1862 | 2007 | 2010 | 2011 | 2012 | 2017 |
| ---- | ---- | ---- | ---- | ---- | ---- |
| 38   | ↘24  | ↗34  | ↘32  | →32  | ↗37  |

### Национальный состав
Согласно данным Всероссийской переписи населения 2021 года в деревне проживали 44 человека, из них:
 русские — 43, финны — 1 человек.